# 雷马·维尔塔宁
雷马·维尔塔宁（芬蘭語：Reima Virtanen，1947年11月5日—），芬兰男子拳击运动员，1959年开始练习拳击。他曾代表芬兰参加1972年夏季奥林匹克运动会拳击比赛，获得一枚银牌。